# 清岡公張

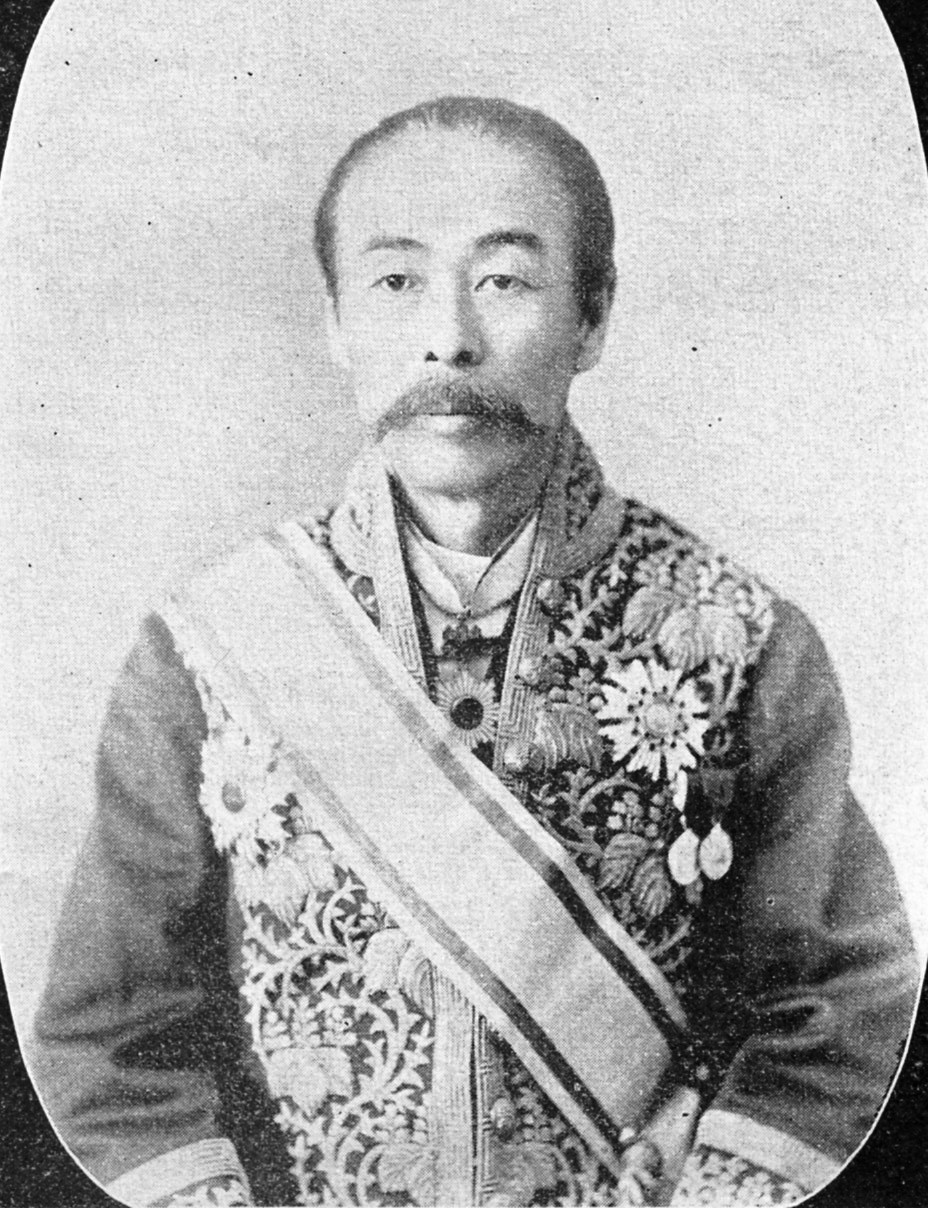
清岡公張（1898年）

清岡 公張（きよおか ともはる、1841年8月26日（天保12年7月10日） - 1901年（明治34年）2月25日）は、日本の武士（土佐藩士）、官僚。従二位勲一等子爵。通称は半四郎、号は東望。

## 略歴
1841年、土佐藩郷士の子弟として土佐国安芸郡田野浦に生まれる。伊勢へ遊学し、のちに上洛して諸藩の勤王の志士と交わった。文久年間に上京し、藩命により三条実美の衛士となる。八月十八日の政変による七卿落ちの際には、七卿に同行して長州藩に亡命する。禁門の変では長州藩と共に参戦するが敗北し、再び長州へ逃れている。

## 乾退助に脱藩を提案
慶応3年9月9日（1867年10月6日）、土佐藩お抱えの刀鍛冶・左行秀（豊永久左衛門）は、乾退助が江戸の土佐藩邸に勤王派浪士を隠匿し、薩摩藩が京都で挙兵した場合、退助らの一党が東国で挙兵する計画を立てていると、寺村左膳に対し密告を行った。行秀は乾退助が水戸浪士（もと天狗党）・中村勇吉に宛た書簡の写しを証拠として所有しており、退助の失脚を狙って左膳に密告したものである。「この事が容堂公の耳に入れば、退助の命はとても助からないであろう」という話を漏れ聞いた清岡公張（半四郎）は、退助の身を心配し土佐勤王党の一員であった島村寿太郎（武市瑞山の妻・富子の弟で、瑞山の義弟）に乾退助を脱藩させることを提案。島村が退助に面会して脱藩を勧めた。しかし、退助は容堂の御側御用役・西野友保（彦四郎）に対し、水戸浪士を藩邸に隠匿していることは、既に5月（薩土討幕の密約締結を報告の際）に自ら容堂公へ申し上げている事であるため、既に覚悟は出来ており御沙汰を俟つのみであると返答している。果たしてこれに対して容堂は、
と答えたため退助は命拾いをしたという。

## 維新以降
維新後は新政府に出仕し、地方官を皮切りに、1883年（明治16年）からは元老院議官や宮内省図書頭、貴族院子爵議員（1890年7月10日-1891年5月28日）などを歴任した。1887年（明治20年）には維新の功により子爵を授けられた。1890年（明治23年）10月20日、錦鶏間祗候となる。1891年（明治24年）、勲一等瑞宝章。1897年（明治30年）ロシア皇帝ニコラス戴冠式に参列後、欧米巡遊を行う。1898年（明治31年）枢密顧問官に就任する。
1901年2月、死去。享年60。墓所は、東京都文京区の護国寺。

## 栄典
- 明治3年5月8日 - 従五位下[9]
- 1882年（明治15年）2月1日 - 正五位[9]
- 1883年（明治16年）6月5日 - 従四位[9]
- 1886年（明治19年）10月20日 - 従三位[9][10]
- 1894年（明治27年）6月30日 - 正三位[9][11]
- 1901年（明治34年）2月25日 - 従二位[9]

勲章等
- 1882年（明治15年）8月9日 - 勲三等旭日中綬章[9]
- 1887年（明治20年）
  - 5月9日 - 子爵[9][12]
  - 11月25日 - 勲二等旭日重光章[9][13]
- 1889年（明治22年）11月25日 - 大日本帝国憲法発布記念章[9][14]
- 1890年（明治23年）7月10日 - 貴族院議員章[15]
- 1891年（明治24年）3月30日 - 勲一等瑞宝章[9][16]

外国勲章佩用允許
- 1896年（明治29年）10月8日 - ロシア帝国神聖アンナ第一等勲章[9]

## 親族
- 父：清岡春勝 - 郷士
  - 兄：清岡成章（道之助） - 長男邦之助の岳父に福沢諭吉。その長男暎一の妻は杉本鉞子の娘。
  - 本人：清岡公張
  - 妻：清岡覚子（歌人）沢簡徳の二女[17]。
    - 長男：清岡弥
    - 二男：清岡龍（1875-1942） - 公張没時に襲爵。岳父に帝国済民会設立者・原十目吉。子に清岡繁栄。[18][19]
    - 三男：清岡三麿（1876-1950） - 兄没後に襲爵。専売局副参事[20]。妻の多満は元弘前藩士・飯田巽の三女。
    - 四男：清岡真彦（1879-1952） - 妻の勇子（1892年生）は出雲国造・第81代千家尊紀の娘[21][22]。
    - 長女：阪本新子（1880年生） - 阪本三郎の妻[22]。
    - 三女：滋野和香子（1889-1910） - 男爵・滋野清武に嫁ぐ[22]。長女・露子をもうけた後に早世。